# Saraya Awliya al-Dam
Saraya Awliya al-Dam, también conocida por la abreviatura SAD, es una milicia chiita pro-Irán con base en Irak. La organización es conocida por sus operaciones contra los Estados Unidos en el norte de Irak.
En 2021, el grupo se atribuyó la responsabilidad de los ataques de Erbil de 2021, que mataron a dos civiles e hirieron a seis más, incluido un soldado estadounidense.
Un informe de The Washington Institute sugirió que podrían tener conexiones con Asa'ib Ahl al-Haq, un grupo paramilitar chií iraquí.

## Historia
SAD ha sido descrito como «un actor relativamente nuevo» en el conflicto en Irak. La primera operación de Sarayah Awliya al-Dam se produjo el 24 de agosto de 2020, cuando atacaron a un grupo de camiones iraquíes que posiblemente transportaban mercaderías estadounidenses. La organización confirmó que eran los responsables.
El 6 de enero de 2021, el SAD lanzó otro ataque contra otro convoy de camiones.
El día después de los ataques con cohetes de Erbil de 2021, SAD se atribuyó la responsabilidad de los ataques aéreos. Fue el ataque más grave contra la coalición desde que comenzó la administración Biden. SAD proclamó:
La ocupación estadounidense no estará a salvo de nuestros ataques en ningún centímetro de la patria, ni siquiera en Kurdistán, donde prometemos llevar a cabo otras operaciones cualitativas.

## Relaciones extranjeras
SAD apoya oficialmente a Irán y, a menudo, es clasificado como un representante iraní. Funcionarios iraníes han negado las acusaciones de algunos políticos iraquíes de que tienen vínculos con el grupo. SAD también puede tener vínculos con Kataeb Hezbolá, que oficialmente respalda a Irán.
En general, se considera que el SAD es enemigo de Turquía, y posiblemente podría representar una amenaza para las relaciones Turquía-Irán en el futuro. Después de los ataques de Erbil, el SAD anunció que «solo tenían como objetivo las bases de ocupación estadounidenses, turcas e israelíes». La periodista Shelly Kittleson comentó:
Aunque muchos grupos armados y otros en el país han exigido, durante más de una década, el fin de la «ocupación estadounidense-israelí», la adición de «turcos» es significativa.
Muchos comentaristas han sugerido que el SAD podría ser un frente para las Fuerzas de Movilización Popular (FMP).
Los informes de The Washington Institute sugirieron que podrían tener conexiones con Asa'ib Ahl al-Haq, un grupo paramilitar chiita iraquí, que está clasificado como una organización terrorista por los Estados Unidos.

## Crítica
Muchos críticos lo han descrito como un grupo terrorista. Otros comentaristas han afirmado que las negaciones de Irán de sus presuntos vínculos con el SAD son poco convincentes.

## Redes sociales
La milicia tiene una cuenta de Telegram, que ha sido señalada repetidamente por diferentes fuentes de noticias.